# Zekra Alwash
Zekra Alwash es una ingeniera y política iraquí.
Estudió ingeniería civil y posteriormente fue directora general en el MInisterio de Educación Superior. En febrero de 2015 fue nombrada por el primer ministro iraquí  Haider al-Abadi alcaldesa de Bagdad, en sustitución del anterior alcalde Naim Abub. Asumió el cargo en un momento de gran inseguridad en la ciudad, azotada por la violencia y frecuentes atentados terroristas, en un contexto de guerra entre el gobierno iraquí y el grupo terrorista autodenominado Estado Islámico. Zekra es actualmente la única mujer al frente de una capital en el mundo árabe.